# Paradoxo da rotação da moeda

O paradoxo da rotação da moeda é a observação não intuitiva que: quando uma moeda rola ao redor da borda de uma outra moeda de mesmo tamanho, a moeda em movimento completa duas rotações após percorrer todo o perímetro da moeda estacionária.